# Ji Cheng (Radsportler)
Ji Cheng (chinesisch 計成 / 计成, Pinyin Jì Chéng; * 15. Juli 1987 in Harbin, China) ist ein ehemaliger chinesischer Radrennfahrer.

## Sportliche Laufbahn
Ji Cheng begann seine professionelle Radrennfahrerkarriere 2006 bei dem Continental Team Purapharm aus Hongkong. Seit 2007 fährt er für das heutige UCI ProTeam Giant-Shimano aus den Niederlanden. In der Saison 2008 gewann Ji Cheng mit der chinesischen Nationalmannschaft bei der Tour of South China Sea die erste Etappe.
2012 beendete Ji Cheng als erster Chinese die Vuelta a España und war während der neunzehnten Etappe der Rundfahrt als kämpferischster Fahrer ausgezeichnet worden. Im Juli 2014 startete Ji Cheng als erster Chinese in der Radsportgeschichte bei der Tour de France. Er erreichte Paris am 27. Juli 2014 mit sechs Stunden, zwei Minuten und 24 Sekunden Rückstand auf den Sieger Vincenzo Nibali als 164. und Letzter und somit als Träger der Lanterne Rouge. Sein Mannschaftskamerad Marcel Kittel lobte Ji, dessen Aufgabe es gewesen war, Fluchtgruppen zu stellen: „Er macht seine Sache gut.“

## Erfolge
2008
- eine Etappe Tour of South China Sea

2012
- Kämpferischster Fahrer 19. Etappe Vuelta a España

## Grand-Tour-Platzierungen
| Grand Tour            | 2012 | 2013 | 2014 | 2015 | 2016 |
| --------------------- | ---- | ---- | ---- | ---- | ---- |
| Giro d’ItaliaGiro     | –    | DNF  | –    | 156  | 154  |
| Tour de FranceTour    | –    | –    | 164  | –    | –    |
| Vuelta a EspañaVuelta | 175  | –    | –    | –    | –    |

## Teams
- 2006 Purapharm (ab 8. Juni)
- 2007 Skil-Shimano
- 2008 Skil-Shimano
- 2009 Skil-Shimano
- 2010 Skil-Shimano
- 2011 Skil-Shimano
- 2012 Team Argos-Shimano
- 2013 Team Argos-Shimano
- 2014 Team Giant-Shimano
- 2015 Team Giant-Alpecin
- 2016 Team Giant-Alpecin